# Blackphone
Das Blackphone ist ein von SGP Technologies entwickeltes Smartphone, das eine Verschlüsselung von Gesprächen, E-Mails, SMS und verschlüsselten Zugriff auf Webseiten verspricht.
SGP Technologies war ein Gemeinschaftsprojekt der Hersteller des GeekPhones und Silent Circle und bot mit dem Blackphone einen Internetzugang über VPN an. Auf dem Gerät läuft ein modifiziertes Android-Betriebssystem (Version 4.4.2) mit dem Namen PrivatOS, das mit einigen sicherheitsrelevanten Werkzeugen vorinstalliert ist. Das Smartphone enthält Technologien wie Silent Circle Mobile, Friends and Family, Disconnect Mobile und SpiderOak. 2015 folgte noch ein Blackphone 2. Später wurde das Blackphone nicht mehr angeboten, stattdessen wird eine Silent Phone App, eine Sicherheitssoftware, die auf Standard-Smartphones läuft, empfohlen.